# Campeonato Carioca Série A2
Il Campeonato Carioca Série A2, noto fino alla stagione 2020 come Campeonato Carioca Serie B1, è il secondo livello calcistico nello stato di Rio de Janeiro, in Brasile.

## Stagione 2022
- America-RJ (Rio de Janeiro)
- Americano (Campos dos Goytacazes)
- Angra dos Reis (Angra dos Reis)
- Artsul (Nova Iguaçu)
- Cabofriense (Cabo Frio)
- Friburguense (Nova Friburgo)
- Gonçalense/Petrópolis (Petrópolis)
- Macaé (Macaé)
- Maricá (Maricá)
- Olaria (Rio de Janeiro)
- Sampaio Corrêa-RJ (Saquarema)
- Volta Redonda (Volta Redonda)

## Albo d'oro
Divisão de Acesso

## Titoli per team
In grassetto le squadre attive oggi.
|    | Club              | Vittorie | Stagioni vinte                           |
| -- | ----------------- | -------- | ---------------------------------------- |
| 1  | Bonsucesso        | 7        | 1921, 1926, 1927, 1928, 1981, 1984, 2011 |
| 2  | Cabofriense       | 5        | 1986, 1998, 2002, 2010, 2013             |
| 2  | Carioca           | 5        | 1913, 1916, 1920, 1929, 1930             |
| 2  | Portuguesa        | 5        | 1939, 1940, 1996, 2000, 2003             |
| 5  | Olaria            | 4        | 1931, 1938, 1980 (capital), 1983         |
| 5  | Volta Redonda     | 4        | 1987, 1990, 2004, 2022                   |
| 6  | America           | 3        | 2009, 2015, 2018                         |
| 6  | Bangu             | 3        | 1911, 1914, 2008                         |
| 6  | Nova Iguaçu       | 3        | 2005, 2016, 2020                         |
| 10 | Andarahy          | 2        | 1915, 1925                               |
| 10 | Barra Mansa       | 2        | 1995, 2014                               |
| 10 | Engenho de Dentro | 2        | 1932, 1935 (LCF)                         |
| 10 | Entrerriense      | 2        | 1994, 2001                               |
| 10 | Friburguense      | 2        | 1997, 2019                               |
| 10 | Goytacaz          | 2        | 1982, 2017                               |
| 10 | Nova Friburgo     | 2        | 1978, 1979                               |
| 10 | São Cristóvão     | 2        | 1933 (LCF), 1965                         |
| 10 | Serrano           | 2        | 1992, 1999                               |
| 19 | América (TR)      | 1        | 1989                                     |
| 19 | Americano         | 1        | 1918                                     |
| 19 | Anchieta          | 1        | 1933 (AMEA)                              |
| 19 | Audax             | 1        | 2021                                     |
| 19 | Bayer             | 1        | 1993                                     |
| 19 | Benfica           | 1        | 1936 (FMD)                               |
| 19 | Boavista          | 1        | 2006                                     |
| 19 | Brasil Suburbano  | 1        | 1934 (AMEA)                              |
| 19 | CA Guanabara      | 1        | 1912                                     |
| 19 | Campo Grande      | 1        | 1985                                     |
| 19 | Carbonífera       | 1        | 1936 (LCF)                               |
| 19 | Cattete           | 1        | 1917                                     |
| 19 | Confiança         | 1        | 1935 (FMD)                               |
| 19 | Costeira          | 1        | 1980 (Interior)                          |
| 19 | Hellênico         | 1        | 1923                                     |
| 19 | Maricá            | 1        | 2024                                     |
| 19 | Modesto           | 1        | 1934 (LCF)                               |
| 19 | Nova Cidade       | 1        | 1988                                     |
| 19 | Paissandu         | 1        | 1910                                     |
| 19 | Palmeiras         | 1        | 1919                                     |
| 19 | Quissamã          | 1        | 2012                                     |
| 19 | Resende           | 1        | 2007                                     |
| 19 | Riachuelo         | 1        | 1906                                     |
| 19 | River             | 1        | 1922                                     |
| 19 | Sampaio Corrêa-RJ | 1        | 2023                                     |
| 19 | Saquarema         | 1        | 1991                                     |

### Per città
| Città                 | Campionati | Vincitrici |
| --------------------- | ---------- | --- |
| Rio de Janeiro        | 49         | Bonsucesso (7), Carioca (5), Portuguesa (5), Olaria (4), America (3), Bangu (3), Andarahy (2), Engenho de Dentro (2), São Cristóvão (2), Americano (RJ) (1), Anchieta (1), Benfica (1), Brasil Suburbano (1), CA Guanabara (1), Campo Grande (1), Carbonífera (1), Cattete (1), Confiança (1), Hellênico (1), Modesto (1), Paissandu (1), Palmeiras (1), Riachuelo (1), River (1) |
| Cabo Frio             | 5          | Cabofriense (5) |
| Nova Friburgo         | 4          | Nova Friburgo (2), Friburguense (2) |
| Volta Redonda         | 4          | Volta Redonda (4) |
| Saquarema             | 3          | Boavista (1), Sampaio Corrêa (1), Saquarema (1) |
| Três Rios             | 3          | Entrerriense (2), América (TR) (1) |
| Nova Iguaçu           | 3          | Nova Iguaçu (3) |
| Barra Mansa           | 2          | Barra Mansa (2) |
| Campos dos Goytacazes | 2          | Goytacaz (2) |
| Petrópolis            | 2          | Serrano (2) |
| Belford Roxo          | 1          | Bayer (1) |
| Maricá                | 1          | Maricá (1) |
| Nilópolis             | 1          | Nova Cidade (1) |
| Quissamã              | 1          | Quissamã (1) |
| Resende               | 1          | Resende (1) |
| São Gonçalo           | 1          | Costeira (1) |
| São João de Meriti    | 1          | Audax (1) |